# Luis Venegas de Henestrosa
Luis Venegas de Henestrosa (Écija, 1510 – Taracena, 27 dicembre 1570) è stato un compositore spagnolo attivo durante il Siglo de Oro.
È noto per la pubblicazione Libro de cifra nueva para tecla e Arpa y Vihuela.

## Biografia
Non si sa molto sulla sua vita.
Ha fatto parte della cerchia del cardinale Juan Pardo de Tavera (1472-1545) arcivescovo di Santiago di Compostela e di Toledo. Appare all'inizio del 1530 come dipendente del cardinale, il cui servizio è stato fino alla morte del prelato. A quanto pare era un sacerdote, perché egli è stato menzionato nel 1543 come parroco della chiesa di Hontova (oggi Hontoba nella provincia di Guadalajara).
Ha pubblicato nel 1557, nella stampa di Juan de Brocar in Alcalá de Henares, il Libro de cifra nueva para tecla, Arpa y Vihuela, di cui ci sono solo due copie conservate nella Biblioteca Nazionale di Madrid che contiene più di 200 pezzi per arpa, clavicembalo e vihuela.